# San Felice Circeo
San Felice Circeo é uma comuna italiana da região do Lácio, província de Latina, com cerca de 7.972 habitantes. Estende-se por uma área de 32 km², tendo uma densidade populacional de 249 hab/km². Faz fronteira com Sabaudia, Terracina.
Era conhecida como Circeii no período romano.

## Demografia
| Variação demográfica do município entre 1861 e 2011                               |
|                                                                                   |
| Fonte: Istituto Nazionale di Statistica (ISTAT) - Elaboração gráfica da Wikipedia |